# ドロンテン
ドロンテン（オランダ語: Dronten [ˈdrɔntə(n)] ( 音声ファイル)）は、オランダのフレヴォラント州にある基礎自治体（ヘメーンテ）。2006年時点の人口は38,060人。

## 地理
全域がゾイデル海開発によって造成された干拓地である。

## その他
- 八郎潟の干拓地である大潟村と友好関係がある。これは八郎潟開発がゾイデル海開発を参考にしオランダ対外技術援助機関（NEDECO）の支援があり、大潟村とドロンテンの景観が似ている縁から、1992年（平成4年）6月12日に友好都市宣言調印した[1]。